# Hendry megye
Hendry megye az Amerikai Egyesült Államokban, azon belül Florida államban található. Megyeszékhelye LaBelle, legnagyobb városa Clewiston. Lakosainak száma 39 619 fő (2020. április 1.). Hendry megye Glades, Collier, Martin, Okeechobee, Palm Beach, Broward, Lee és Charlotte megyékkel határos.

## Népesség
A megye népességének változása:
| Lakosok száma | 39 034 | 38 746 | 37 469 | 37 471 | 39 119 | 39 619 |
|               | 2010   | 2011   | 2012   | 2013   | 2015   | 2020   |